# Coryndon Peak
Coryndon Peak är en bergstopp i Kenya.   Den ligger i länet Meru, i den centrala delen av landet, 140 km norr om huvudstaden Nairobi. Toppen på Coryndon Peak är 4 425 meter över havet.
Terrängen runt Coryndon Peak är kuperad åt nordväst, men åt sydost är den bergig.  Trakten runt Coryndon Peak är nära nog obefolkad, med mindre än två invånare per kvadratkilometer. Det finns inga samhällen i närheten. Trakten runt Coryndon Peak består i huvudsak av gräsmarker.